# 霍埃尔·桑切斯 (足球运动员)
霍埃尔·桑切斯（西班牙語：Joel Sánchez，1974年8月17日—），墨西哥男子足球运动员，司职后卫。他曾代表墨西哥国家队参加1998年国际足联世界杯和1999年国际足联联合会杯。